# Trichomorpha virgata
Trichomorpha virgata är en mångfotingart som beskrevs av Carl 1914. Trichomorpha virgata ingår i släktet Trichomorpha och familjen Chelodesmidae. Inga underarter finns listade i Catalogue of Life.